# Julio Schlegel
Júlio Schlegel (Viena, 14 de agosto de  1895 – 08 de agosto de 1958 ) foi um oficial do Exército Alemão que combateu na Segunda Guerra Mundial. É considerado o salvador dos tesouros da Abadia de Montecassino, quando a mesma foi submetida a intensos bombardeios aéreos e terrestres, que acabaram por sua destruição. Homem culto e dotado de grande sentimento artístico, no intervalo entre as guerras, dirigiu uma livraria em Viena, sua cidade natal.

## Carreira Militar
Participou da Primeira Guerra Mundial na aviação, sendo ferido em Isonzo (Itália) em 1917.
Na Segunda Guerra Mundial, participou das Campanhas da França, Rússia, África e Sicília, em 1943, foi deslocado para Divisão Hermann Göring para atuar na Rússia. Quando a situação do Fronte Leste ficou insustentável, a divisão foi transferida para a Itália.

## Montecassino

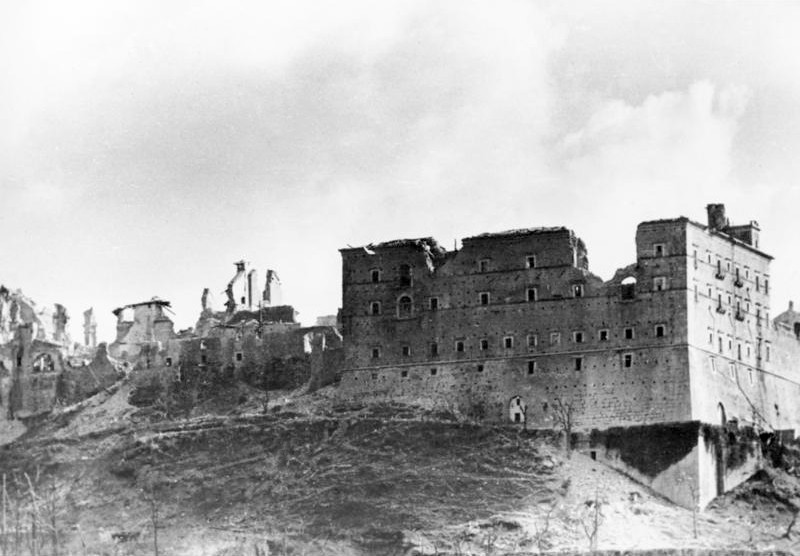
Abadia após o bombardeio

Quando chegou a Abadia, reconheceu logo a importância de seu valor histórico. Decidiu, antes da aprovação de seus superiores, especialmente do Comandante de sua divisão, o General Paul Conrath - mobilizar recursos humanos e materiais para o transporte dos principais tesouros artísticos da abadia. Como veterano de várias frentes, previa que os combates invariavelmente chegariam ao mosteiro..
Desta forma livros, incunábulos, códices, documentos, objetos de ouro, esculturas, obras de arte de Tiziano, Rafael,Tintoretto, Leonardo da Vinci, dentre outros, foram cuidadosamente acondicionados e enviados a Roma. Porém o principal tesouro da abadia eram os restos mortais de Bento de Nursia.
Em 1º de Novembro de 1943, concluiu-se o transporte. Em Roma, Schlegel informou ao Abade da Abadia de São Anselmo sobre a chegada do último comboio.
Um dos pontos mais importantes foi que nestes documentos estavam as plantas de construção do mosteiro, o que permitiu sua reconstrução depois da guerra.

## Agradecimento

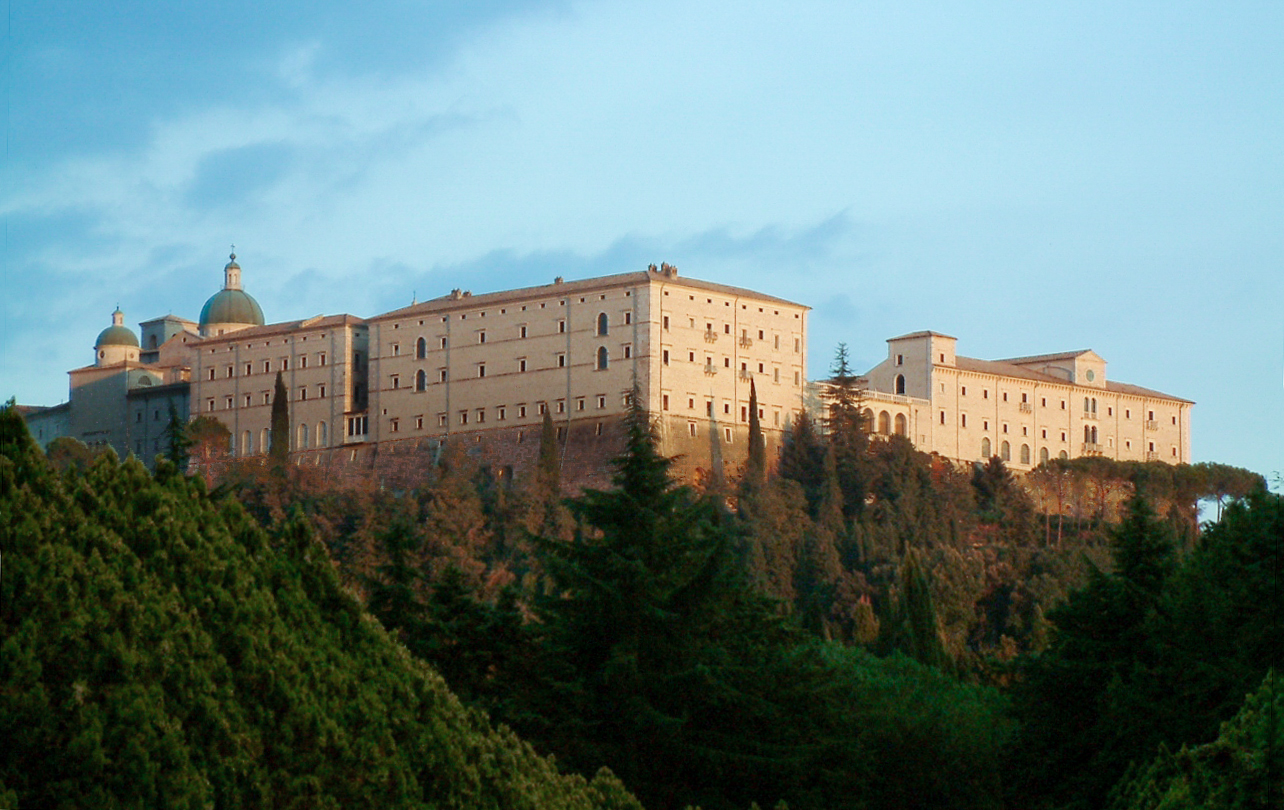
Abadia após a reconstrução

Em 1 de Novembro de 1943, o próprio abade celebrizou uma missa em agradecimento ao trabalho de remoção dos tesouros. Nesta ocasião entregou a Schlegel, um pergaminho contendo um agradecimento escrito em Latin
"In nomine Domini nostri Jesu Christ - Illustri ac dilecto viro tribuni militum Julio Schlegel - qui servandis monachis rebusque sacri Coenobii Casinensis amico animo, sollerti studio ac labore operam dederit, ex corde gratias agentes, fausta quaeque a Deo suppliciter Casinensis adprecantur" -  Monticasini Kal. Nov, MCMXLIII - Gregorius Diamare, O.S.B (Episcopus et Abbas Montecassini)
Em Julho de 1944, o Tenente-Coronel, foi ferido em um ataque aéreo na região de Bolonha, perdendo um pé, e encerrando sua participação no conflito.

## Pós Guerra
Após a guerra foi acusado de Crimes de Guerra, mesmo que lhe atribuíssem  somente uma culpa: o saque de Montecasino. Foram inúmeros os testemunhos a seu favor, em especial o do Marechal Alexander e dos monges. Foi absolvido mas obrigado a cumprir uma pena de sete meses de prisão. Depois de sua absolvição seu trabalho na abadia, foi reconhecido, morrendo em 8 de Agosto de 1958, sem que houvesse dúvida alguma sobre sua honra.
Em 31 de outubro de 1969, foi feito um reconhecimento ao seu trabalho, com a colocação de uma placa na Rua Pokornygasse, Nº 5 em Viana, recordando seus feitos.